# Liz Solari
Liz María Solari (Barranquilla, 18 de junio de 1983) es una actriz, modelo y conductora argentina nacida en Colombia. Es hija del exfutbolista y entrenador Eduardo Solari, hermana menor de los exfutbolistas Santiago Solari y Esteban Solari y hermana mayor del futbolista David Solari.

## Biografía
Nació en Barranquilla, en 1983, ya que su padre, Eduardo Solari (hermano de Jorge Solari) era director técnico de fútbol y había sido contratado para dirigir al Atlético Junior. Su familia volvió a Argentina cuando tenía 3 años. Cursó una parte del colegio secundario en la Escuela Normal Superior Nº1 - Dr. Nicolás Avellaneda, de la ciudad de Rosario.
En 2001 ganó el concurso de la agencia Dotto Models de Francisco Dotto, en la cual empezó su carrera como modelo. Vivió en Estados Unidos y en Europa por dos años, donde trabajó para diseñadores como Roberto Cavalli y Jean-Paul Gaultier. Fue cara de marcas como Zara, Ripley, Almacenes París, Taft, Carpisa, Scunci y marcas a nivel internacional como Pantene, Veet, Sedal, entre otras. 
En 2006, guiada por su curiosidad en lo artístico, Liz empezó a estudiar actuación. En 2008 filmó en la película El Desafío, versión argentina de High School Musical y luego protagonizó la obra de teatro Barbie Live. con la cual viajó por Sudamérica. En esta comedia Liz actúa, canta y baila en vivo.

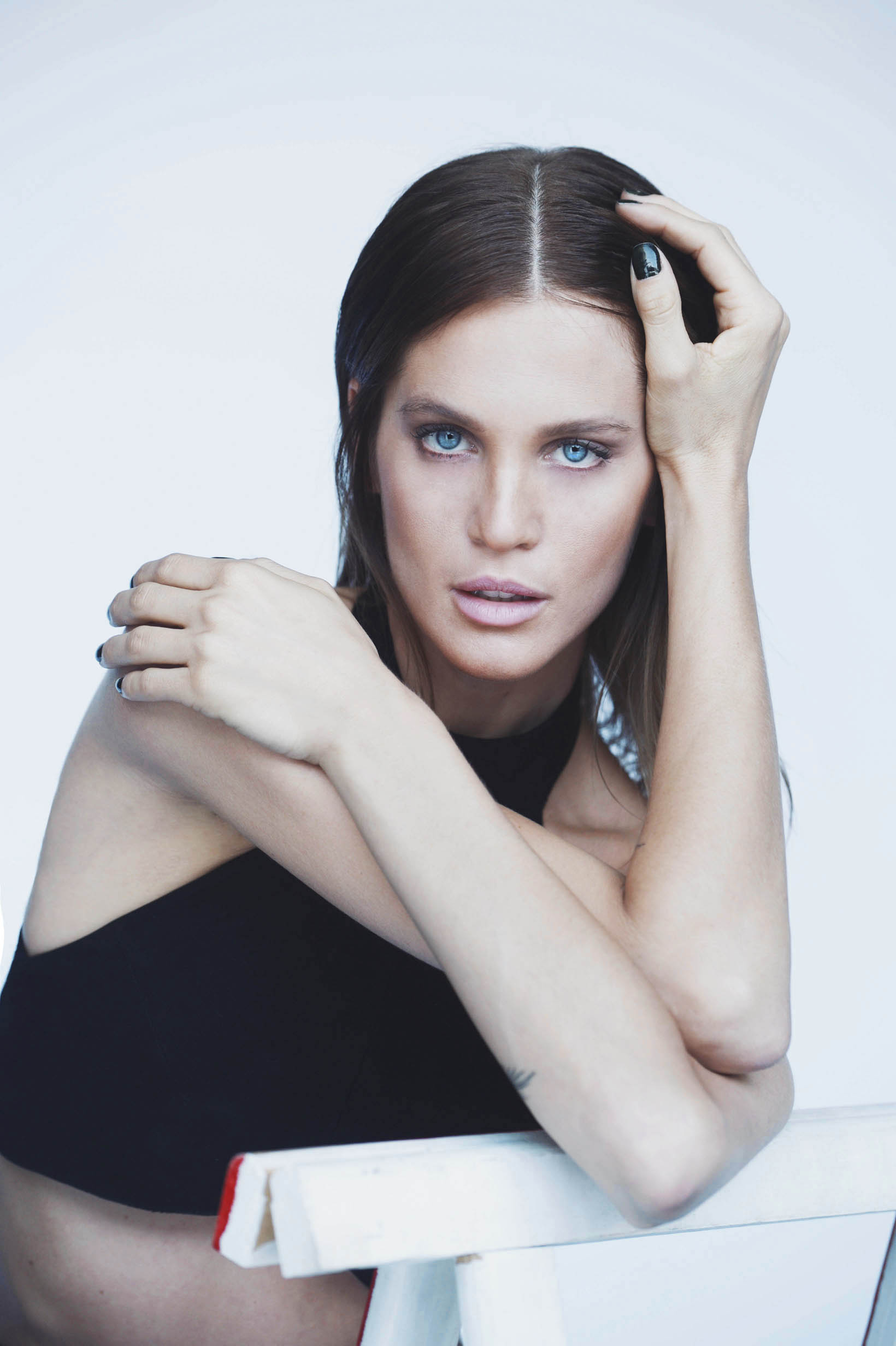
Liz Solari en sesión de fotos

En 2009, protagonizó la novela juvenil Champs 12 en América TV. La serie fue emitida en Argentina, España, Italia, Turquía e Israel.
En mayo de 2010 se instaló en Londres, Inglaterra, donde realizó un máster actoral, en la Central School of Speech and Drama. En mayo de 2011 coprotagonizó junto a Enrico Brignano la película italiana Ex Amici come prima! bajo la dirección del reconocido director italiano Carlo Vanzina. Luego comenzó con las grabaciones de la comedia Benvenuti a tavola - Nord vs Sud, emitida en 2012 en Italia. 
En febrero de 2012 grabó bajo la dirección de Adrián Caetano, en su película Mala. Además, participó de la telenovela Sos mi hombre, de Pol-ka. Sus siguientes actuaciones en cine fueron la producción de Diego Rafecas First Law, y el drama romántico-fantástico Amapola, de Eugenio Zanetti. Durante 2013 protagonizó un episodio del unitario televisivo Historias de corazón para el canal Telefé.
En 2014 condujo junto a Enrico Brignano Il Meglio d'Italia, programa emitido por Rai 1 para toda Italia. Luego protagonizó Sei mai stata sulla Luna, película de Paolo Genovese estrenada el 22 de enero de 2015 en toda Italia. En 2015 filmó la miniserie Estocolmo que fue emitida en Netflix en octubre de 2016 en donde interpretó a "Larisa". En 2016 protagonizó las películas "Permitidos", dirigida por Ariel Winograd, "Soy tu Karma", "Il Ultimo Desiderio" y "Numb:6 at the egde of the end".
En marzo de 2018, se inició como conductora de viajes en Resto del mundo emitido por Canal 13, y en reemplazo del anterior conductor Iván de Pineda.

## Trabajos

### Televisión
| Año       | Título                                               | Rol                | Canal             | Notas                                    |
| --------- | ---------------------------------------------------- | ------------------ | ----------------- | ---------------------------------------- |
| 2005      | La movida del festival                               | Ella misma         | Canal 13          | Invitada                                 |
| 2005-2006 | Festival Internacional de la Canción de Viña del Mar | Ella misma         | Canal 13          | Jurado/Invitada                          |
| 2007      | Bailando por un sueño 2007                           | Ella misma         | El Trece          | Participante                             |
| 2009      | Champs 12                                            | Charlotte Carresi  | América TV        | Protagonista                             |
| 2010      | Física o química                                     | Charlotte Carresi  | Antena 3          | Actuación especial (crossover de series) |
| 2012      | Benvenuti a tavola                                   | Pilar              | Canale 5          | Protagonista                             |
| 2012      | Bailando por un sueño 2012                           | Ella misma         | El Trece          | Participante                             |
| 2012-2013 | Sos mi hombre                                        | Guadalupe Llorente | El Trece          | Papel de reparto                         |
| 2013      | Historias de corazón                                 | Magalí Salgado     | Telefe            | Episodio: "Cuidado con lo que deseas"    |
| 2014      | Il meglio d'Italia                                   | Ella misma         | Rai 1             | Conductora                               |
| 2016      | Estocolmo                                            | Larissa Torres     | Netflix           | Protagonista                             |
| 2018      | Resto del mundo                                      | Ella misma         | El Trece          | Conductora                               |
| 2020      | Al Posto Suo                                         | Offelia            | La Rai Network    | Protagonista                             |
| 2020      | Submersos                                            | Laura Villar       | Paramount Channel | Protagonista                             |
| 2021      | Cinco corazones                                      | Liz Solari         | Flow              | Protagonista                             |
| 2023      | Barrabrava                                           | Celeste            | Prime Video       | Papel de reparto                         |

### Cine
| Cine | Cine                             | Cine                | Cine                                             |
| Año  | Título                           | Papel               | País                                             |
| ---- | -------------------------------- | ------------------- | ------------------------------------------------ |
| 2008 | High School Musical: el desafío  | Anne-Claire         | Bandera de Argentina · Bandera de Estados Unidos |
| 2011 | Ex-Amici come prima!             | Consuelo            | Bandera de Italia                                |
| 2013 | Mala                             | Rosario 1           | Bandera de Argentina                             |
| 2014 | Amapola                          | Lola "Loli"         | Bandera de Argentina · Bandera de Estados Unidos |
| 2015 | Sei mai stata sulla luna?        | Giulia              | Bandera de Italia                                |
| 2016 | Permitidos                       | Zoe del Río         | Bandera de Argentina                             |
| 2017 | Ley primera                      | Constanza "Connie"  | Bandera de Argentina · Bandera de Estados Unidos |
| 2017 | Finché c'è Prosecco c'è speranza | Celinda Salvatierra | Bandera de Italia                                |
| 2017 | Soy tu karma                     | Margarita           | Bandera de Argentina                             |
| 2019 | El último hombre                 | Jessica             | Bandera de Argentina · Bandera de Canadá         |
| 2019 | Il grande salto                  | Presentadora        | Bandera de Italia                                |
| 2020 | Al posto suo                     | Ofelia              | Bandera de Italia                                |
| 2021 | Ex casados                       | Laura               | Bandera de Argentina                             |

### Teatro
| Teatro | Teatro      | Teatro | Teatro  |
| Año    | Título      | Papel  | Género  |
| ------ | ----------- | ------ | ------- |
| 2008   | Barbie Live | Barbie | Musical |